# Lamtadok
Lamtadok is een bestuurslaag in het regentschap Aceh Besar van de provincie Atjeh, Indonesië. Lamtadok telt 641 inwoners (volkstelling 2010).